# Gabriel ’Leke Abegunrin

Wappen von Gabriel Ojeleke Abegunrin

Gabriel ’Leke Abegunrin (* 1947 in Iwere-Ile, Nigeria) ist Erzbischof von Ibadan.

## Leben
Gabriel ’Leke Abegunrin empfing am 27. Januar 1968 das Sakrament der Priesterweihe.
Am 3. März 1995 ernannte ihn Papst Johannes Paul II. zum ersten Bischof von Osogbo. Der Apostolische Nuntius in Nigeria, Erzbischof Carlo Maria Viganò, spendete ihm am 13. Mai desselben Jahres die Bischofsweihe; Mitkonsekratoren waren der Bischof von Oyo, Julius Babatunde Adelakun, und der Bischof von Ijebu-Ode, Albert Ayinde Fasina.
Papst Franziskus ernannte ihn am 29. Oktober 2013 zum Erzbischof von Ibadan. Die Amtseinführung fand am 24. Januar des folgenden Jahres statt.